# Raymond Tyler
Raymond Farrington Tyler (ur. 8 marca 1894 w Middlebury, zm. 22 kwietnia 1966) – amerykański pilot, uczestnik zawodów o Puchar Gordona Bennetta.

## Życiorys
27 maja 1917 roku wstąpił do marynarki wojennej Stanów Zjednoczonych. Odbył bezpłatne szkolenie balonowe w bazie Wingedfoot Lake w Akron w Ohio, a w 1919 roku otrzymał dyplom pilota balonowego w bazie lotniczej Pensacola na Florydzie. Od stycznia do czerwca 1921 roku dołączył do zespołu Atlantic Fleet Kite Balloon. 1 lipca 1920 roku otrzymał nominacje do stopnia porucznika marynarki wojennej Stanów Zjednoczonych. W lipcu 1920 roku, po ukończeniu szkolenia został przydzielony do służby w bazie Pensacola na Florydzie, gdzie służył do sierpnia 1921 roku. Potem został przeniesiony na bazy Lakehurst w New Jersey, gdzie służył na USS Wright. W styczniu 1923 roku przeszedł do bazy lotniczej w Lakehurst. Służył tam do stycznia 1925 roku, z roczną przerwą w okresie od 1923-4 gdy służył jako oficer wachtowy na USS Shenandoah. Po powrocie do Lakehurst pełnił funkcję pilota i instruktora sterowca. Od stycznia 1925 do maja 1927 roku, a potem 1929-32 służył jako oficer wachtowy na USS Los Angeles. Do służby w Lakehurst wrócił w latach 1927-29 i potem w 1934 roku. Od czerwca 1932 roku do września 1934 służył na USS Richmond.
W 1935 roku w uczestniczył w XXV Pucharze Gordona Bennetta w Warszawie. Wystartował razem z Howardem Orvillem, jako jedyna załoga amerykańska, po wygraniu zawodów krajowych w 1935 roku. Jesienią 1936 roku Tyler odbył lot do Europy na Hindenburgu. 6 maja 1937 roku pełnił funkcję oficera cumowniczego w Lakehurst, gdy doszło do katastrofy Hindenburga. W 1939 roku prezydent Roosevelt nadał mu stopień komandora podporucznika.
W 1941 roku porucznik Tyler został przydzielony do dowództwa piątej eskadry lotniczej. 20 sierpnia 1942 roku awansował na jej dowódcę, a w styczniu 1943 roku objął dowództwo 1 grupy sterowców. Awansował na kapitana 20 czerwca 1943 roku. Przeszedł na emeryturę w styczniu 1947 roku.
W 1912 roku ożenił się z Margaret Benedict Owens. Zmarł w kwietniu 1966 roku i został pochowany na Golden Gate National Cemetery w Kalifornii.